# The 2nd Law
The 2nd Law är Muse sjätte album, och utkom 2012. Albumet släpptes runt om i världen mellan september och oktober.

## Låtar
Alla låtar är skrivna och komponerade av Matthew Bellamy, utom "Save Me" och "Liquid State" som skrevs av Christopher Wolstenholme. 
| Nr           | Titel                        | Längd |
| ------------ | ---------------------------- | ----- |
| 1.           | Supremacy                    | 4:55  |
| 2.           | Madness                      | 4:39  |
| 3.           | Panic Station                | 3:03  |
| 4.           | Prelude                      | 0:57  |
| 5.           | Survival                     | 4:17  |
| 6.           | Follow Me                    | 3:51  |
| 7.           | Animals                      | 4:23  |
| 8.           | Explorers                    | 5:48  |
| 9.           | Big Freeze                   | 4:41  |
| 10.          | Save Me                      | 5:09  |
| 11.          | Liquid State                 | 3:03  |
| 12.          | The 2nd Law: Unsustainable   | 3:47  |
| 13.          | The 2nd Law: Isolated System | 4:59  |
| Total längd: | Total längd:                 | 53:49 |

| 14. | The Making of The 2nd Law (video) |  |
| 15. | Bonus Feature (video)             |  |